# Ennio Cardoni
Ennio Cardoni (Livorno, 21 febbraio 1929 – 14 luglio 2012) è stato un calciatore italiano, di ruolo difensore.

## Carriera
Cresciuto nel Livorno, passa poi alla Pro Livorno (nuova denominazione della Stella Rossa) (in prestito) e in serie C a Siena ed Anconitana; nel 1950 torna al Livorno, in Serie B, con cui disputa tre campionati.
Le ottime prestazioni gli valgono la chiamata del Genoa in Serie A, con cui milita per tre stagioni, al termine delle quali approda alla Roma.
Nella capitale non ha troppa fortuna, venendo quindi ceduto dopo una sola stagione prima all'Atalanta (serie A), e poi al Lecco con cui conquista una promozione nel massimo campionato nella stagione Serie B 1959-1960, per poi disputare l'annata seguente gli ultimi suoi 14 incontri in massima serie.
Termina la carriera in serie C con l'Empoli.
In carriera ha totalizzato complessivamente 147 presenze in Serie A, con all'attivo una rete nel successo interno del Genoa sulla Pro Patria del 25 marzo 1956, e 115 presenze e 3 reti in Serie B
È morto il 14 luglio 2012 a 83 anni d'età.

## Palmarès

### Club

#### Competizioni nazionali
- Serie C: 1

Anconitana: 1949-1950